# Andrea Cesalpino
Andrea Cesalpino [čezalpíno], latinsky Andreas Caesalpinus (6. červen 1519, Arezzo – 23. únor 1603, Řím) byl italský filozof a botanik, který revolučním způsobem změnil způsob klasifikaci rostlin (směrem, který nastoupil, se později vydal Linné) a založil tak moderní botaniku. Jeho šestnáctidílný spis De plantis libri z roku 1583 je považován za první vědeckou učebnici botaniky vůbec.

## Život
Andrea Cesalpino studoval medicínu na univerzitě v Pise. Lékařství ho zde učil R. Colomba, botaniku L. Ghini, zakladatel botanické zahrady v Pise. Absolvoval roku 1551 a roku 1555 se stal profesorem medicíny. Ve stejném roce převzal po Ghinim řízení botanické zahrady v Pise. Později přesídlil do Říma, neboť byl jmenován osobním lékařem papeže Klimenta VIII. V Římě působil též jako profesor medicíny na univerzitě La Sapienza a převzal též vedení římské botanické zahrady (kterou roku 1566 založil jeho žák Michele Mercati).

## Botanická systematika
Jeho botanické práce byly prvním pokusem o vědeckou klasifikaci rostlin, položily základy morfologie a fyziologie rostlin. Na druhou stranu si uchoval některé archaické představy, především klasické oddělování bylin a dřevin a také představu o bezpohlavnosti rostlin. Přesto ho Linné označil za předchůdce vědecké botaniky a prvního systematika. Jako jeden z prvních botaniků si vedl herbář, do něhož nashromáždil 768 druhů rostlin (dnes ve sbírkách Museo di Storia Naturale di Firenze ve Florencii). Ve svých pracích popsal přes 1500 druhů rostlin.
Jak bylo v jeho době zvykem, zasáhl do více oborů. Nejdůležitějším spisem filozofickým byl Quaestionum peripateticarum libri (1569).
Zabýval se také fyziologií člověka, jeho teorie o krevním oběhu je však dnes vědou považovaná za vyvrácenou. Jde o tzv. teorii chemické cirkulace, podle níž v těle probíhá opakované vypařování a kondenzace krve.
Věnoval se též chemii, mineralogii či geologii.

## Filozofie
Ve filozofii byl představilelem renesančního aristotelismu, který vykládal v naturalistickém, protischolastickém a protiteologickém duchu.